# Stenobarichneumon protervus
Stenobarichneumon protervus är en stekelart som först beskrevs av Holmgren 1864.  Stenobarichneumon protervus ingår i släktet Stenobarichneumon och familjen brokparasitsteklar. Arten är reproducerande i Sverige. Inga underarter finns listade i Catalogue of Life.